# 古茨威勒
马丁·夏尔·古茨维勒（德語：Martin Charles Gutzwiller，1925年10月12日—2014年3月3日），瑞士裔美国物理学家，主要研究场论、量子混沌和复杂系统。他曾主要任职于IBM Research，亦担任耶鲁大学兼职教授。

## 生平
古茨维勒1925年10月12日出生于瑞士巴塞尔。他在苏黎世联邦理工学院跟随Wolfgang Pauli学习量子物理，并获得硕士学位。随后，他前往堪萨斯大学获得哲学博士学位，导师为马克思·德累斯顿。毕业后，他于勃朗-包维利股份公司研究微波工程，后于荷兰皇家壳牌研究地球物理。最终任职于瑞士，纽约和约克郡高地的IBM研究所直至1993年退休。他也在哥伦比亚大学、苏黎世联邦理工学院、巴黎第十一大学和斯德哥尔摩大学任教。他于1987年－1993年任国际纯粹与应用物理学联合会数学物理专业委员会副主席。1993年直至退休，他在耶鲁大学任兼职教授。

## 科学研究
古茨维勒提出了古茨维勒近似 ，用古茨维勒波函数描述电子间存在强局部相互作用。古茨维勒波函数包含一个关联算子作用在电子多体波函数上。关联算子被称为"古茨维勒投影算子"。他是最早研究经典和量子混沌的关系的人。 他发现了古茨维勒迹公式，是周期轨道理论的一个重要结论。用此方法可以计算系统周期轨道的谱。他立有该领域的经典专著, Chaos in Classical and Quantum Mechanics（1990）。
古茨维勒也发现了一些场论、波的传播、晶体物理以及天体力学中的数学问题的新的解。鉴于其对理论物理的突出贡献，德国马克斯·普朗克研究所（MPIPKS）每年颁发马丁·古茨维勒奖以表彰该领域的突出研究工作。

## 书籍收藏
古茨维勒对科学史十分感兴趣。他藏有天文学和力学方面的珍贵书籍。他去世后，其收藏在纽约斯旺画廊拍卖。拍卖会于2014年4月3日举行，共拍得341,788美元。

## 所获荣誉
- 1992年，当选美国国家科学院院士
- 1993年，当选美国文理科学院院士[1]
- 当选美国物理学会会员
- 1993年，获授丹尼·海涅曼数学物理奖[5]
- 2003年，获授马克斯·普朗克奖章